# Phước Hòa (Phước Sơn, Quảng Nam)
Phước Hòa is een xã in het district Phước Sơn, een van de districten in de Vietnamese provincie Quảng Nam. Phước Hòa heeft ruim 2000 inwoners op een oppervlakte van 188,15 km².

## Geografie en topografie
Phước Hòa grenst in het noorden aan Quế Lâm in de huyện Nông Sơn en aan Cà Dy in de huyện Nam Giang. In het oosten grenst Phước Hòa aan Phước Hiệp. In het zuiden grenst het aan Phước Kim en in het westen grenst Phước Hòa aan Phước Xuân en aan thị trấn Khâm Đức.

## Verkeer en vervoer
Een verkeersader is de quốc lộ 14E. Deze ruim 70 kilometer lange quốc lộ gaat van Phước Xuân naar Hà Lam sluit in Hà Lam aan op de quốc lộ 1A. De weg is een afgeleide van de quốc lộ 14.